# Vijayabahu I.
Vijayabahu I., auch Vijayabahu I. von Polonnaruwa, (1039–1110) war ein singhalesischer mittelalterlicher König von Sri Lanka, der von 1055 bis 1110 regierte.

## Etymologie
Der Herrschername Vijayabahu ist eine aus dem Sanskrit stammende Wortzusammensetzung, wobei vijaya – विजय – Sieg und bahu – बहु – Arm oder viel bedeutet. Vijayabahu ist somit der siegbringende Arm oder auch nur der Siegreiche (der mit vielen Siegen).

## Leben

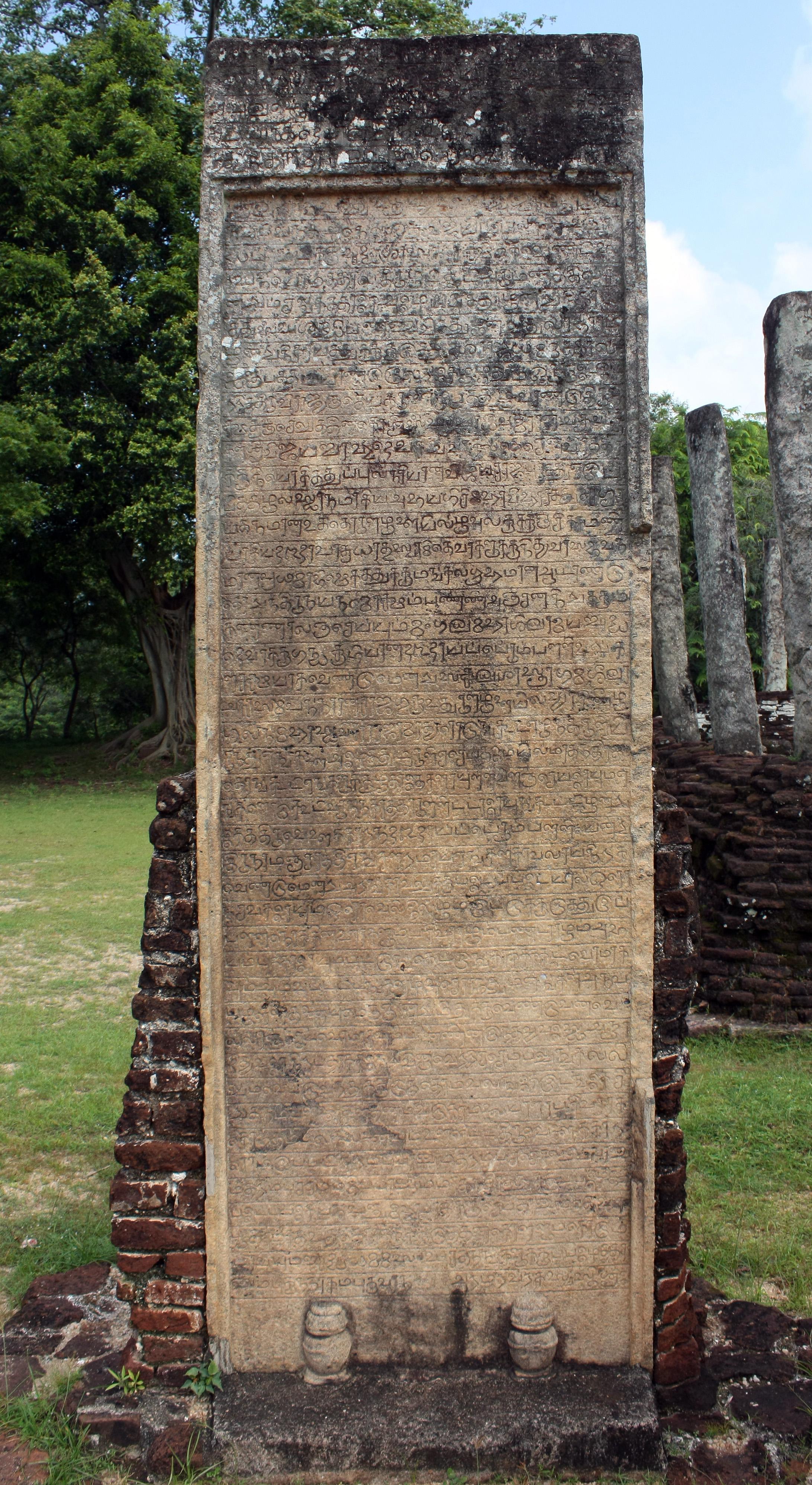
Velakkara-Inschrift von Vijayabahu I. in Polonnaruwa

Vijayabahu I. wurde im Jahr 1039 als Prinz Krīthi (oder Krītti) in einer königlichen Familie geboren. Sein Vater war König Moggallana II., seine Mutter Königin Lokitha. Er hatte einen jüngeren Bruder, der ihm dann als Jayabahu I. im Jahr 1110 nachfolgen sollte. Seine Schwester Mitta heiratete einen Pandya-Prinzen und hatte mit ihm drei Söhne. Einer ihrer Enkel sollte später von 1153 bis 1186 als Parakramabahu I. regieren.
Mit seiner zweiten Frau Tilokasundari (auch Thilokasundari) hatte Vijayabahu einen Sohn Vikramabahu I. und eine Tochter mit Namen Ratnavali. Vikramabahu I. folgte dem nur sehr kurzzeitig regierenden Jayabahu I. im Jahr 1111 auf den Thron.
Vijayabahu wuchs in einem von den Chola aus Tamilakam (Südindien) besetzten Land auf. Nur die Südprovinz Ruhuna war noch unabhängig, wo Vijayabahu im Jahr 1055 seine Herrschaft antrat. In einem Feldzug, der 17 Jahre dauern sollte, gelang es Vijayabahu, die Chola im Jahr 1070 von der Insel zu vertreiben. Nach über einem Jahrhundert wurde die Insel somit wiedervereint. In seiner sehr langen Herrschaftszeit von 55 Jahren führte er in Sri Lanka den Buddhismus wieder ein und konnte die durch die Kriege verursachten Schäden an der Infrastruktur des Landes beheben.
Vijayabahu I. verstarb im Jahr 1110. Wegen seines hohen Alters und seiner langen Regierungszeit war er als Mahalu Vijayabahu (der alte Vijayabahu) bekannt und wird gewöhnlich auch als Maha Vijayabahu (Vijayabahu der Große) bezeichnet.

### Frühzeit
Prinz Krīthi besiegte im Alter von 15 Jahren Lokissara, den letzten singhalesischen Herrscher in Ruhuna, und wurde damit im Jahr 1055 selbst König unter dem Namen Vijayabahu. Laut dem Panakaduwa Thamba Sannasa, einer seinem ranghöchsten Offizier gewidmeten Inschrift auf Kupferblechen, führt Vijayabahu seinen Erfolg auf den Schutz durch Ruhunu Dandanayaka Sitnaru-bim Budalnavan zurück. Dennoch griffen die Chola ihn und sein Truppenkontingent in Ruhuna weiterhin an, es gelang aber Vijayabahu, die gesamte Südprovinz bis zum Jahr 1058 vollständig unter seine Kontrolle zu bringen.

### Erster Versuch der Einnahme Polonnaruwas
Nach der Konsolidierung von Ruhuna wollte Vijayabahu I. Polonnaruwa, die Hauptstadt von Sri Lanka, erobern. Im Jahr 1066 unternahm er einen ersten Angriff auf die Hauptstadt, konnte sie zwar auch erobern, aber nur kurzzeitig halten, da die Chola-Armee unter Virarajendra Chola aus Südindien Verstärkung erhalten hatte und ihn zur Flucht zwang.
Nachdem sich Vijayabahu I. nach Wakirigala zurückgezogen hatte und dort Kräfte für einen erneuten Angriff zusammenzog, sah er sich rebellischen Singhalesenanführern gegenüber, welche ihm seinen Thron streitig machen wollten. Vijayabahu konnte zwar der Rebellen Herr werden, hatte aber dadurch nicht mehr genügend Kräfte für einen weiteren Angriff auf die von der Chola-Armee besetzte Hauptstadt. Stattdessen erwählte er Katharagama in Ruhuna als neue Hauptstadt und reorganisierte dort seine Truppen.

### Zweiter Angriff auf Polonnaruwa

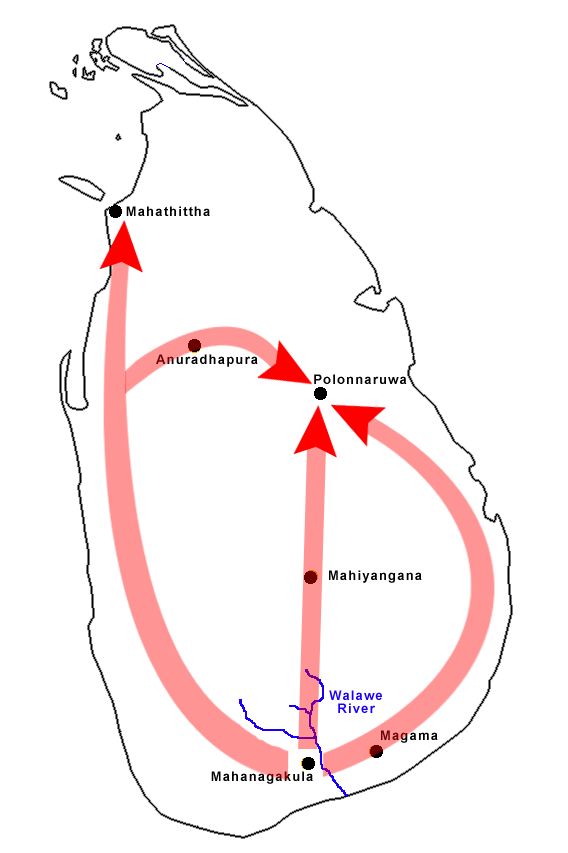
Angriffsplan des Vijayabahu I.

Mit dem Tod Virarajendra Cholas waren zwischen 1069 und 1070 bürgerkriegsähnliche Unruhen im Chola-Reich in Südindien ausgebrochen. Hierdurch wurde die Aufmerksamkeit von Sri Lanka abgezogen und so bekam Vijayabahu eine neue Gelegenheit, die jetzt mehr oder weniger isolierten Chola-Truppen in Polonnaruwa ein weiteres Mal anzugreifen. Er hatte hierbei die Unterstützung Burmas und der Pandya, denen an einer Schwächung der Chola gelegen war.
Ausgehend vom am Walawe gelegenen Mahanagakula im Süden des Landes entsandte Vijayabahu drei Armeen, um Polonnaruwa von drei Fronten in die Zange nehmen zu können. Eine Armee rückte entlang der Westküste zum Hafen von Mahathittha vor, um eventuelle Verstärkungen aus Südindien abzufangen. Teile dieser Armee drehten dann später über Anuradhapura gen Polonnaruwa und griffen von Nordwesten aus an. Der Rest verblieb aus Sicherheitsgründen an den Häfen der Nordwestküste. Eine zweite Armee folgte der Ostküste und näherte sich über Magama der Ostflanke Polonnaruwas. Das dritte, vom König befehligte Hauptkontingent drang durch das Landesinnere nach Norden vor. Das von drei Seiten eingeschlossene Polonnaruwa wurde sieben Monate belagert, ehe Vijayabahus Truppen in die Stadt eindringen konnten. Im Jahr 1070 wurde Vijayabahu Herr von Polonnaruwa und somit gleichzeitig Herrscher über Thambapanni (wie das damalige Sri Lanka genannt wurde).

### Krönung
Nach seinem Sieg in Polonnaruwa musste Vijayabahu weiteren Rebellionen begegnen. Seine Krönung verzögerte sich daher bis ins Jahr 1072 (oder 1073). Polonnaruwa wurde in Vijayarajapura umbenannt und wurde Hauptstadt im neuen Königreich. Das Krönungszeremoniell fand aber in einem eigens für diesen Anlass errichteten Palast in Anuradhapura, der vormaligen Hauptstadt, statt. Seine Königin war Lilavati, die Tochter von Jagatipala aus Kanauj. Er heiratete auch noch Prinzessin Tilokasundari aus Kalinga, um hierdurch mit den Kalinga ein engeres Band zu knüpfen.

### Velakkara-Rebellion
Ungefähr um 1084 oder 1085 kam es zu erneutem Streit mit den Chola, da sie eine von Vijayabahu zu den Westlichen Chalukya abgesandte Gefolgschaft belästigten. Der König wollte daraufhin den Chola unter Kulothunga Chola I. den Krieg erklären. Seine Entscheidung stieß jedoch bei den Velakkara-Söldnern in seinem Heer auf Ablehnung und es kam zur Meuterei. Im Verlauf der entstandenen Unruhen wurden mehrere Armeegeneräle getötet und der königliche Palast niedergebrannt. Vijayabahu musste sogar erneut nach Wakirigala fliehen, kehrte aber dann wieder nach Polonnaruwa zurück, um es einzunehmen. Die Rebellion konnte schließlich niedergeschlagen werden, die Anführer der Rebellen wurden gefangen genommen und hingerichtet.

## Verhältnis zum Buddhismus
Während der Herrschaft der hinduistischen Chola auf Sri Lanka hatte der Buddhismus stark gelitten und es gab nur noch wenige Mönche. Selbst die für die Einweihungszeremonie Upasampada benötigten fünf Mönche konnten in ganz Sri Lanka nicht mehr gefunden werden. Um den Buddhismus wieder im Land zu etablieren, benötigte Vijayabahu I. daher die Hilfe des burmesischen Königs Anawrahta, der geweihte Mönche von Burma nach Sri Lanka entsandte. Durch ihre Einweihungszeremonien und durch ihre Unterrichtung im Tripitaka gelang es, den Buddhismus wieder auf Sri Lanka heimisch zu machen.
Darüber hinaus ließ Vijayabahu mehrere verlassene oder zerstörte buddhistische Tempel wieder herrichten. In Polonnaruwa wurde sogar ein neuer Tempel gebaut, der die Zahnreliquie Buddhas aufbewahrte. Angeblich sollen Mönche beider Länder zusammengekommen sein, um für abweichende Textauslegungen des Tripitaka eine akzeptable Version zu erstellen.

## Bautätigkeiten
Vijayabahu I. ordnete die Wiederherstellung von Wasserbecken an, welche in den Kriegen zerstört worden waren, zusätzlich wurden viele neue gebaut. Die Wiederherstellung des Bewässerungssystems im Rajarata-Gebiet (Nordprovinz) war für die Entwicklung des Landes sehr wichtig, da Sri Lanka vorwiegend von der Reiskultur anhängig war.
Auch Straßen wurden unter Vijayabahu angelegt, beispielsweise zum Sri Pada, die mit als Ambalama bekannten Rastplätzen zum Wohl der Pilger ausgestattet waren. Aus der Ambagamu-Inschrift geht hervor, dass ganze Dörfer mitsamt ihren Feldern für Pilger und Klerus bereitgestellt wurden.